# Distretto di Rahuapampa
Il distretto di Rahuapampa è un distretto del Perù nella provincia di Huari (regione di Ancash) con 739 abitanti al censimento 2007 dei quali 480 urbani e 259 rurali.
È stato istituito il 11 ottobre 1957.